# Wittichenau
Wittichenau är en stad (Kleinstadt) i Landkreis Bautzen i förbundslandet Sachsen i Tyskland. Staden har cirka 5 600 invånare.